# Bobby Chacon
Bobby Chacon est un boxeur mexicano-américain né le 28 novembre 1951 à Sylmar (Californie) et mort le 7 septembre 2016 à Lake Elsinore (Californie).

## Carrière
Bobby Chacon remporte le titre vacant de champion du monde des poids plumes WBC le 7 septembre 1974 en battant Alfredo Marcano par arrêt de l'arbitre à la 9e reprise. Défait à son tour par Rubén Olivares lors de sa seconde défense le 20 juin 1975, il choisit de passer dans la catégorie supérieure et s'empare de la ceinture WBC des super-plumes en dominant aux points Rafael Limón le 11 décembre 1982.
Bobby Chacon ne remet qu'une seule fois cette ceinture en jeu (battant aux points Cornelius Boza Edwards le 15 mai 1983) et sera destitué par la WBC pour ne pas avoir affronté son challengeur officiel, Héctor Camacho.

## Distinctions
- Bobby Chacon est membre de l'International Boxing Hall of Fame depuis 2005.
- Chacon - Limón IV est élu combat de l'année en 1982 par Ring Magazine.
- Chacon - Boza Edwards II est élu combat de l'année en 1983.